# Uwe Kagelmann
Uwe Kagelmann, né le 6 septembre 1950 à Dresde, est un patineur artistique est-allemand. Il est notamment médaillé de bronze aux Jeux olympiques d'hiver de 1972 et de 1976 dans les épreuves par couples avec sa partenaire Manuela Groß.

## Biographie

### Carrière sportive
Uwe Kagelmann et Manuela Groß remportent six médailles de bronze au niveau international : aux Jeux olympiques de 1972 et 1976, aux Championnats du monde de 1973 et 1975 ainsi qu'aux Championnats d'Europe de 1972 et 1975. Ils sont également sacrés champions est-allemands à trois reprises (1971, 1972 et 1975). Après sa carrière, Kagelmann devient entraîneur en Autriche.

## Palmarès
Avec sa partenaire Manuela Groß
| Compétitions                      | 1969    | 1970    | 1971    | 1972    | 1973    | 1974    | 1975    | 1976    |  |  |  |  |  |  |  |
| Jeux olympiques d'hiver           |         |         |         | 3e      |         |         |         | 3e      |  |  |  |  |  |  |  |
| Championnats du monde             |         | 7e      | 4e      | 4e      | 3e      | 4e      | 3e      | 4e      |  |  |  |  |  |  |  |
| Championnats d’Europe             | 7e      | 7e      | 4e      | 3e      | 4e      | 4e      | 3e      | 4e      |  |  |  |  |  |  |  |
| Championnats d'Allemagne de l'Est | 2e      | 2e      | 1er     | 1er     |         | 1er     | 2e      | 2e      |  |  |  |  |  |  |  |
|                                   |         |         |         |         |         |         |         |         |  |  |  |  |  |  |  |
| Autre compétition                 | 1968/69 | 1969/70 | 1970/71 | 1971/72 | 1972/73 | 1973/74 | 1974/75 | 1975/76 |  |  |  |  |  |  |  |
| Moscou Skate                      |         |         | 6e      |         |         |         |         |         |  |  |  |  |  |  |  |
|                                   |         |         |         |         |         |         |         |         |  |  |  |  |  |  |  |